# Płaksowate
Płaksowate (Cebidae) – rodzina ssaków naczelnych z parworzędu małp szerokonosych w obrębie infrarzędu małpokształtnych (Simiiformes).

## Budowa
Zwierzęta te osiągają średnie rozmiary, sajmiri są niewielkie.
Płaksowate cechuje się chwytnymi kończynami i ogonem.

## Systematyka

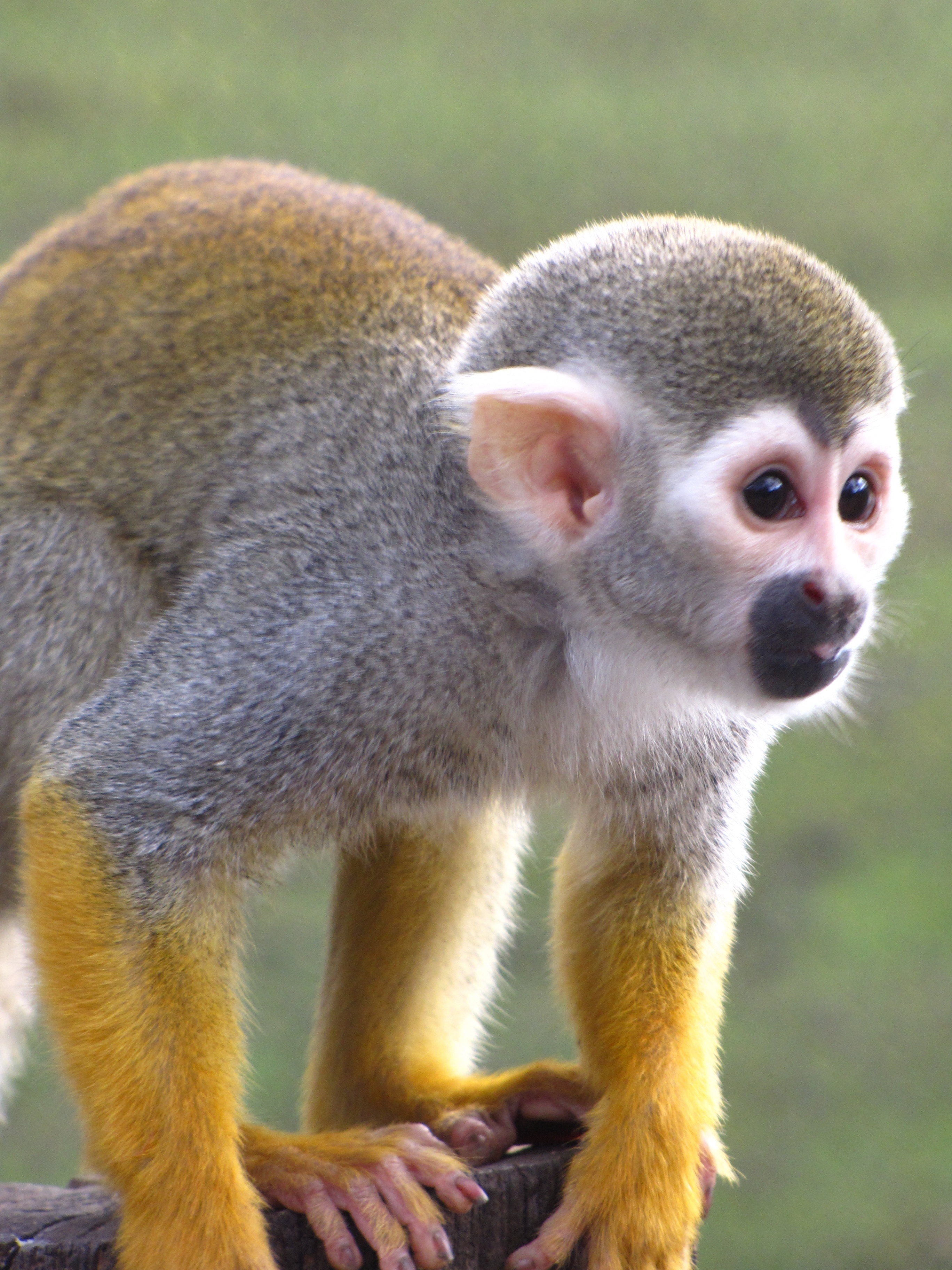
Sajmiri równikowa, podgatunek sajmiri wiewiórczej

Płaksowate należą do rzędu naczelnych. W obrębie tego rzędu wyróżnia się dwa podrzędy. Pierwszy, Strepsirrhini, czyli lemurowe, obejmuje lemurokształtne, palczakokształtne i lorisokształtne. Drugi, Haplorrhini, czyli wyższe naczelne, obejmuje 3 infrarzędy. Pierwszym są wyrakokształtne z pojedynczą rodziną wyraków o licznych cechach typowych dla lemurowych, kolejnymi małpy szerokonose i małpy wąskonose. Podczas gdy te ostatnie obejmują małpy Starego Świata, a więc koczkodanowate, gibonowate i człowiekowate, małpy szerokonose obejmują 5 rodzin małp Nowego Świata, w tym właśnie płaksowate, ale także pazurkowcowate, ponocnicowate, sakowate i czepiakowate.
Do rodziny płaksowatych zalicza się dwie podrodziny:
- Saimiriinae G.S. Miller, 1912 – sajmiri[11][2], 5 gatunków[2],
- Cebinae Bonaparte, 1831 – kapucynki[11][2], jednym rodzajem kapucynka z 12 gatunkami[2] bądź z dwoma rodzajami, prócz wspomnianego Cebus także z wydzielonym Sapajus[3].

Do rodziny tej zalicza się też rodzaje kopalne Acrecebus, Neosaimiri, Panamacebus.
Nie wszystkie źródła łączą te dwie podrodziny w jedną rodzinę. Polskie Nazewnictwo Ssaków Świata zalicza do niej również pazurkowcowate jako podrodzinę pazurkowce.

## Rozmieszczenie geograficzne
Ameryka Środkowa i Południowa – od południowego Meksyku po północną Argentynę.

## Behawior i ekologia
Płaksowate wiodą dzienny tryb życia w niewielkich grupach społecznych, liczących od kilku do kilkunastu zwierząt.
Są to zwierzęta raczej roślinożerne. Żywią się głównie owocami, aczkolwiek mogą spożywać także drobne zwierzęta. W zdobyciu pożywienia potrafią posługiwać się narzędziami, co świadczy o istotnej inteligencji. Mogą też używać narzędzi w obronie.
Należące do tej rodziny kapucynki, w szczególności kapucynka czarno-biała, trzymane są często w niewoli, od stuleci trzymają je zwłaszcza uliczni muzycy, jak kataryniarze.